# サイバーデーモン
サイバーデーモン（Cyberdemon）は、id SoftwareのDoomシリーズに登場する架空のキャラクター。1993年にファーストパーソン・シューティングゲームの『Doom』で初めて登場し、全てのDoomの主要な続編、『Doom RPG』、そして『Wolfestein RPG』（Harbinger of Doomとして）などの他のid Softwareのゲームや関連メディアにも登場する。サイバーデーモンは、主人公「ドゥームガイ」とともにDoomシリーズの最も象徴的なキャラクターの1つとなり、コンピュータゲームの歴史の中で最も記憶に残るボスの1人と表現されることが多い。 

## 外観
サイバーデーモンは、オリジナルのPC版の説明書には記載されていない（恐らくプレイヤーを驚かせるためであろうと思われる）。家庭用ゲーム機版の説明書では、サイバーデーモンを「半分無感覚の機械、半分荒れ狂う角のあるデーモンである。この歩く悪夢は腕にロケットランチャーを持っており、確実にあなたに触れることができる」と説明している。最初のDoomでは、サイバーデーモンは体力が4000HP（約44発前後のロケット弾の直撃に相当）あり、爆発によるスプラッシュダメージを一切受けない最も頑丈なキャラクターである。サイバーデーモンは『Doom II：Hell on Earth』でも登場し、カバーアートとタイトル画面で描写されている。 
リブート作『Doom 3』のラスボス「地獄の最強の戦士」と評され、ソウルキューブでのみ殺すことができる。さらなる再デザインを受け、2016年のリブート作『Doom』でもボスとして登場。同作ではUACの先進的技術で復活およびアップグレードされた古代のデーモンの王として描写されているが、元のプレイヤーの武器に対する感受性は保持されている。これは、2016年の『Doom』のバーチャルピンボール化作品のラスボスとして登場し（ゲームの主要な敵であるオリビア・ピアスの代わり）、プレイヤーは特定の条件を満たした後、または5つのメインミッションを完了後に突入できるウィザードモード中に戦うことができる。 
『Doom Eternal』では、タイラントという名前でミニボスとして登場する。同作で再登場する他の全てのデーモンと同様に、タイラントもDoom 2016の姿から再デザインされ、オリジナルのDoomに登場したデザインへとかなり似せられた。 
アクションRPG『Doom RPG』では、サイバーデーモンはオカルト信仰者の科学者、クロノスによって作られた。サイバーデーモンの年代順で最初の登場（ユニバース内）は『Wolfenstein RPG』であり、 第二次世界大戦中にウルフェンシュタイン城でナチスによって召喚された「Harbinger of Doom」として完全な有機体の形で登場する。アメリカ軍のウィリアム"B.J."ブラズコヴィッチは、聖槍を使用して打ち負かし、右脚と左腕を破壊した。Harbingerは、将来ブラスコヴィッチの子孫と再戦することを誓い、それはスタン・ブラズコヴィッチが『Doom Ⅱ RPG』で直面したときに起こる。 
Doomコミックの全体のプロットは、サイバーデーモンを破壊するために使用できるBFG 9000のドゥームガイの必死の捜索をベースとしている。Doom小説では、サイバーデーモンの機械部品は蒸気で駆動し、キャラクターは彼らを「蒸気デーモン」と呼んだ。サイバーデーモンのミニチュアフィギュアが1996年のゲームコレクション「id Anthology」に付属し、2011年の『Doom：The Boardgame』にも付属する。 

## 評価
Computer Gaming Worldは、1995年のリスト「最も忘れられないコンピューターゲームの悪役」の第4位にサイバーデーモンを選び、「『ボスモンスター』を見たことがあると思っていたアクションゲーマーはサイバーデーモンに遭遇した時、自分はそうでなかったことに突然気づく」と記述した。2008年、GameProはサイバーデーモンを史上16番目に極悪非道のゲームの悪役として挙げた。この「古典的（かつ恐ろしい）ボス」は、2010年の「史上最高のゲームの悪役」投票で64人のコンテスト参加者の1人としてGameSpotによって選ばれた。IGNは、2011年のゲームの最高の悪役リストの69位にサイバーデーモンを挙げた
2008年、IGNはサイバーデーモンをゲームのお気に入りの7つのモンスターの一つとして取り上げ、「色々な意味で現代のゲームモンスターの祖父のサイバーデーモンは今日でも15年前と同じように恐ろしい」と付け加えた 。2010年、Play誌はサイバーデーモンを最も恐ろしいゲームモンスターTOP10のリストに含めた。2012年のComplexによる「最もクールな」コンピュータゲームの悪役リストで、サイバーデーモンは13位に位置付けられた。2013年にComplexは、サイバーデーモンとの最初の遭遇を「史上12番目に（良い）ボス戦」と位置付けた。 
2006年、The Boston Phoenixはサイバーデーモンをゲーム史上13番目に最高のボスと位置付け、「怠惰なゲームジャーナリズムの歴史では、Doomの最悪の敵を征服するためのGamePro誌の「プロのヒント」、『サイバーデーモンを倒すには、奴が死ぬまで撃て』にはほとんど匹敵しないと付け加えた。ただし、この「プロのヒント」がGameProによって公開されたというインターネット上の多くの場所で広く行き渡った主張は誤りであり、実際はDoomworldの共同創設者であるAndrew "Linguica" Stineによってギャグとして作られたものである。2008年、IGNはサイバーデーモンとの戦いを46番目のゲームモーメントと位置付け、サイバーデーモンを「これまであなたが戦ったすべての悪いボスが1つに融合した（存在）」と呼んだ。また、2011年にNowGamerが、サイバーデーモンとの戦闘を48番目のゲームモーメントとして位置付けた。 